# ФК Њуелс олд бојс
ФК Њуелс олд бојс (шп. Club Atlético Newell's Old Boys) аргентински је фудбалски клуб из Росарија.  Клуб се такмичи у Првој лиги Аргентине и домаће утакмице игра на стадиону Марсело Бијелса, капацитета 42.000 гледалаца.
Основан је 3. новембра 1903. године. Многи познати аргентински фудбалери су почели каријеру у млађим селекцијама Њуелс олд бојса (Габријел Батистута, Валтер Самјуел, Габријел Хајнце, Лионел Меси).

## Успеси
- Прва лига Аргентине:
  - Првак (6): 1974 Метрополитано, 1987/88, 1990/91, 1992 Клаусура, 2004 Апертура, 2013 Финал
  - Другопласирани (5): 1985/86, 1986/87, 2009 Апертура, 2012 Инисијал, 2012/13.